# Historiólogo
Un historiólogo o historióloga se define como la persona especialista en la rama de la Historiología, o estudio científico de la historia (la Ciencia de la Historia), dedicado a los estudios relacionados con la filosofía y la teoría de la historia, así como a los preceptos, normas o condiciones de la realidad histórica (su epistemología), por lo que a veces se usa como sinónimo de historiador (persona encargada del estudio de la historia, fundamentalmente un profesional académico especializado). En este sentido, al historiador especializado en historiografía se le denomina historiógrafo.

## Término
El término fue utilizado por Ortega y Gasset para nombrar a quien cultiva la escritura de esa historia en que convergen la reflexión sobre la disciplina y el análisis de los objetos de investigación. Aunque con anterioridad ya fue usado en el campo académico por otros autores, como, por ejemplo, Joaquín Manuel de Moner y de Siscar en su Tratado de historiología e historiografía y didáctica histórica (1876).